# Aferim!
Aferim! ist ein rumänisch-bulgarisch-tschechisch-französisches Filmdrama des rumänischen Filmregisseurs Radu Jude, das am 11. Februar 2015 im Rahmen der Internationalen Filmfestspiele Berlin seine Premiere feierte und für das Jude als Bester Regisseur mit dem Silbernen Bären ausgezeichnet wurde. Die Idee zum Film hatte der rumänische Schriftsteller Florin Lazarescu, der auch am Drehbuch zum Film beteiligt war. Der Film wird in der Fachpresse häufig als Balkan-Western bezeichnet. Der Filmtitel Aferim! ist ein türkisches Lehnwort im Rumänischen und bedeutet so viel wie Bravo.

## Handlung
Im frühen 19. Jahrhundert beauftragt der Bojare Iordache Cîndescu in der rumänischen Walachei den Polizisten Costandin, den „Zigeunersklaven“ Carfin Pandolean zu finden, da dieser eine Affäre mit seiner Frau Sultana hatte und danach vom Anwesen des Adeligen flüchtete.
Constable Costandin begibt sich mit seinem Sohn und Stellvertreter Ionită auf die Suche nach dem Entflohenen. In der Walachei, wo Macht und Reichtum in den Händen weniger Bojaren liegen, durchsuchen sie Dörfer, Klöster und Landgüter und treffen dabei auf Banditen, Landwirte, Postkutschenfahrer und redselige Landbewohner, darunter ein Priester, dessen Weisheiten aus einer haarsträubenden Litanei hässlicher ethnischer Vorurteile bestehen.
Die beiden begegnen einer Reihe weiterer Menschen unterschiedlicher Nationalität und verschiedenen Glaubens, die jeweils dem Anderen gegenüber Vorurteile haben, die von Generation zu Generation weitergegeben wurden. Als sie den Sklaven Carfin schließlich finden, fesseln sie ihn an den Füßen und packen ihn auf Costandins Pferd. Auf dem Weg zurück zum Bojar Cîndescu, dem sie den Flüchtigen übergeben wollen, machen sie Rast in einem Dorf. Hier verliert Ionită seine Unschuld während einer Nacht mit einer Prostituierten.

## Historischer Hintergrund
Der Film beruht auf historischen Dokumenten und Liedern. Roma waren zu der Zeit, in der der Film handelt, Sklaven und galten als Gesindel, und die Fürsten konnten mit ihnen beliebig verfahren, sie weiterverkaufen oder wie Tiere behandeln; nur getötet werden durften sie nicht. Erst 1843–1856 wurde die Sklaverei der Roma in Rumänien verboten.

## Produktion

### Finanzierung
Der Film wurde von Gringo Film produziert und als rumänisch-bulgarische Koproduktion von der Film- und Medienstiftung NRW mit 180.000 Euro gefördert. Das Budget des Films betrug geschätzte 1,4 Millionen Euro.

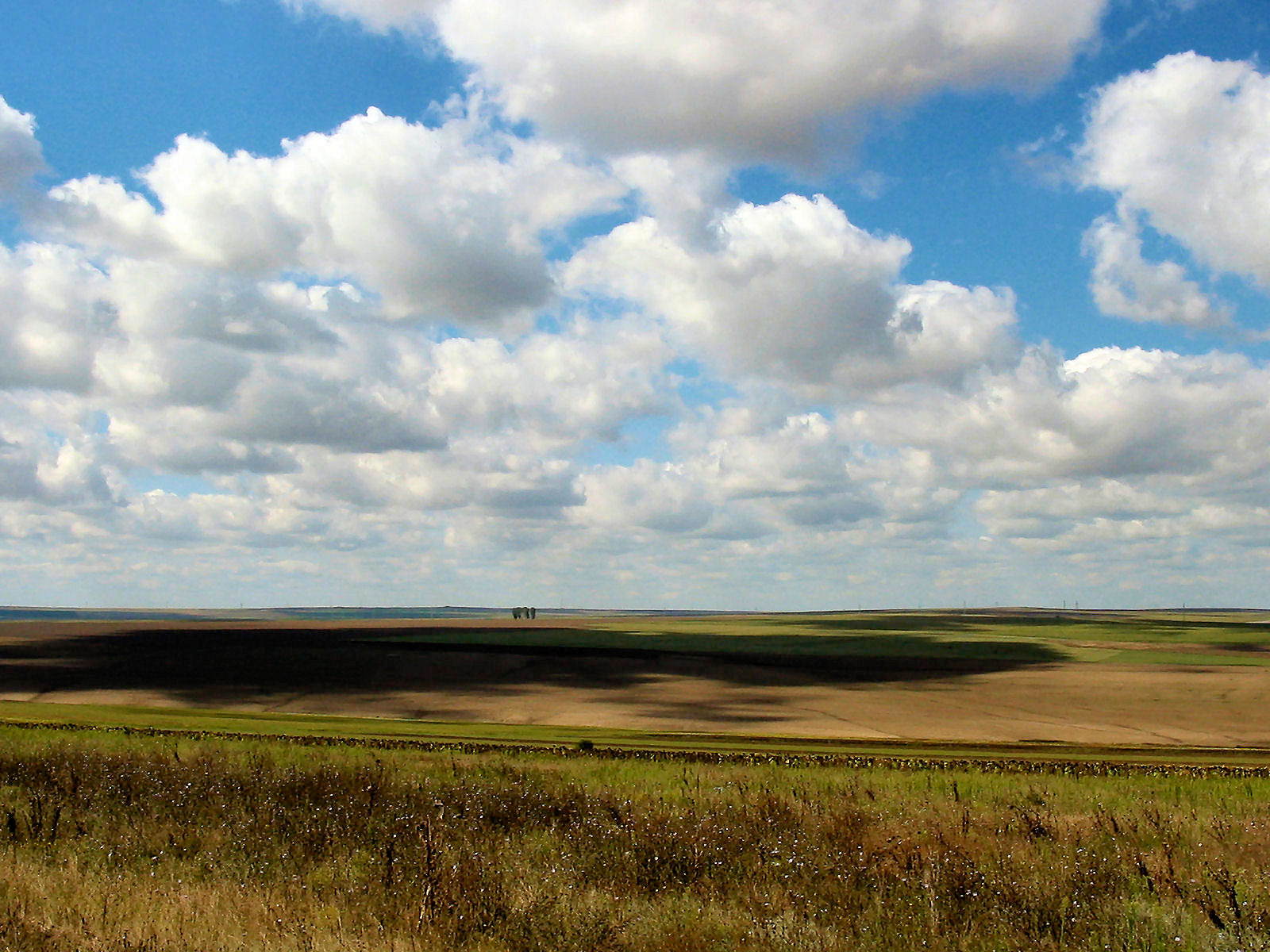
Dreh- und Handlungsort des Films: Die Walachei in Rumänien (hier die Dobrudscha)

### Dreharbeiten
Die Dreharbeiten fanden in der Walachei, der Großen Walachei, in der Dobrudscha, einem Grenzgebiet zwischen Südostrumänien und Nordostbulgarien, im dort gelegenen Kreis Tulcea (unter anderem im Măcin-Gebirge) und im Kreis Giurgiu statt. Um den in der Handlung des Films dargestellten, damals vorherrschenden türkischen Einfluss wahrheitsgetreu wiederzugeben, mussten Kulissen rekonstruiert werden. Der Film wurde zudem in Schwarz-Weiß gedreht.

### Veröffentlichung
Der Film feierte am 11. Februar 2015 im Rahmen der Internationalen Filmfestspiele Berlin seine Premiere. Am 6. März 2015 kam der Film in die rumänischen, am 5. August 2015 in die französischen und am 22. Januar 2016 in ausgewählte US-amerikanische Kinos.

## Rezeption

### Kritiken
Der Film zeigt, dass die systematische Zerstörung der Menschenwürde eine Tatsache im Leben von Roma zu Beginn des 19. Jahrhunderts war, konnte 98 Prozent der Kritiker bei Rotten Tomatoes überzeugen und war damit einer der am besten bewerteten Filme des Jahres 2016. RBB online.de bezeichnet Judes Film als Parabel über das spätfeudale Europa […], der die Kakophonie der Zeit lebendig werden lässt und den thematischen Bogen bis in unsere Gegenwart schlägt. The Hollywood Reporter beschreibt den Film als eine harte Geschichtslektion, die durch eine Portion Humor und Western-Elemente aufgelockert wird. Jay Weissberg von Variety beschreibt Aferim! als eine außergewöhnliche und äußerst intelligente Darstellung einer entscheidenden Phase der Geschichte. Jordan Hoffman von The Guardian vergleicht den Galgenhumor, den der Film trotz aller Tragödie über große Strecken hinweg an den Tag legt, mit Arbeiten von Robert Altman.
Zur Verwendung des inzwischen aus dem medialen Sprachgebrauch verschwundenen Begriffs „Zigeuner“ (Țigani) im Film bemerkt Felix Zwinzscher von Die Welt: Radu Jude habe mit seinem rumänischen Western „Aferim!“ einen Film ohne „einen einzigen politisch korrekten Satz produziert.“ Zwinzscher vertritt die Meinung, während im Deutschen der Begriff Zigeuner abwertend besetzt sei, gehe das im Film, nachdem Roma dort nur als Krähen bezeichnet und als Arbeitsmittel benutzt würden, geradezu als „herzlich“ durch.

### Auszeichnungen
Im Rahmen der Internationalen Filmfestspiele Berlin 2015 wurde Radu Jude als Bester Regisseur mit dem Silbernen Bären und beim IndieLisboa International Independent Film Festival mit dem Grand Prize City of Lisbon und dem Distribution Award ausgezeichnet. Beim Sofia International Film Festival 2015 erhielt Jude mit dem Sofia Municipality Award eine besondere Erwähnung. Im gleichen Jahr wurden der Film für den Europäischen Filmpreis und Lazarescu und Jude als Drehbuchautoren nominiert. Zudem wurde der Film als rumänischer Beitrag in der Kategorie Bester fremdsprachiger Film für die Oscars vorgeschlagen, jedoch nicht nominiert. Im Rahmen des Europäischen Filmpreises 2016 wurde der Film für den Publikumspreis nominiert. Marius Panduru wurde im Rahmen der Chlotrudis Awards 2017 für die Beste Kamera nominiert.